# Видин
Ви́дин (болг. Видин) — місто в Болгарії, розташоване на річці Дунай, населення 56 094 осіб, центр Видинської області.

## Історія

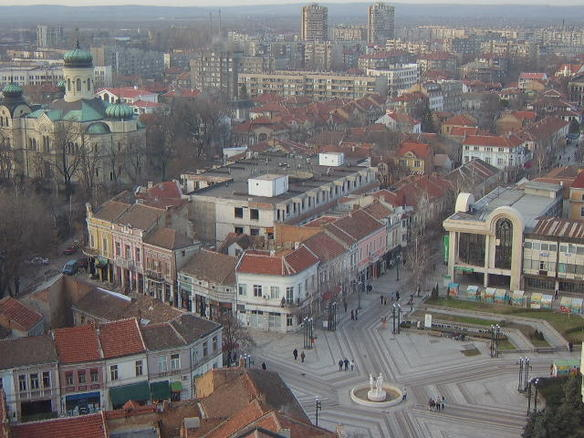
Вид на місто з висоти пташиного польоту

Місто виникло як римська фортеця. Було столицею Видинського царства.
1887 року було 14 772 жителів, серед яких багато мусульман.
При високій воді до міста можуть підходити невеликі морські кораблі. Видин служить першим складовим місцем австро-німецької торгівлі по Дунаю і Чорного моря. Видин відігравав значну роль у болгарській історії і був столицею Західної, або Бдинської, Болгарії у період другого Болгарського царства, коли він слугував резиденцією болгарських царів із династії Шишмановичів.
Починаючи з 1853 року Видин відігравав важливу роль у всіх війнах на Балканському півострові. У жовтні 1853 року Омер-паша розпочав звідси ворожі дії проти Росії переходом через Дунай і облогою міста Калафат у Валахії; в околицях Видина відбувалися багато сутичок між турками і російськими військами, особливо 6 січня і 19 квітня 1854 року. Під час сербської війни 1876 Видин слугував опорним базисом Осману-паші, а в наступній російсько-турецькій кампанії 1877 Осман-паша почав із Видина свій рух до Плевни. За статтею 11 Берлінського мирного трактату укріплення Видина були підірвані, а місто приєднано до нового князівства Болгарського. Під час сербсько-болгарської війни серби тричі намагалися взяти Видин нападом, але були відбиті слабким болгарським гарнізоном.
Серед визначних місць можна виділити:
- Середньовічний феодальний замок Баба Вида
- залишки міської фортеці
- Собор Святого Димитрія — другий за висотою собор у Болгарії, головний собор Видинської єпархії, кафедра якої розташована в місті
- руїни Видинської синагоги
- музеї, церкви, та інше.

2007 року почалося будівництво другого моста через Дунай між Болгарією (м. Видин) і Румунією (м. Калафат)

## Відомі люди
- Ангел Тодоров (1906-1993) — болгарський письменник, перекладач, видавець.
- Осман Пазвантоглу — видинський правитель
- Жуль Паскін — художник
- Дебора Іванова (нар. 1990) — болгарська попфолк-співачка і фотомодель.

## Галерея

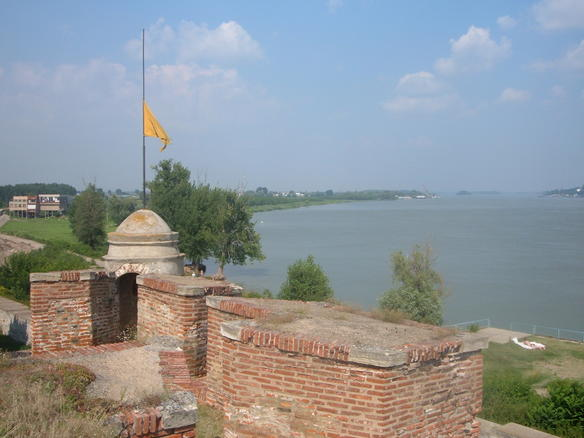
Вид на Дунай
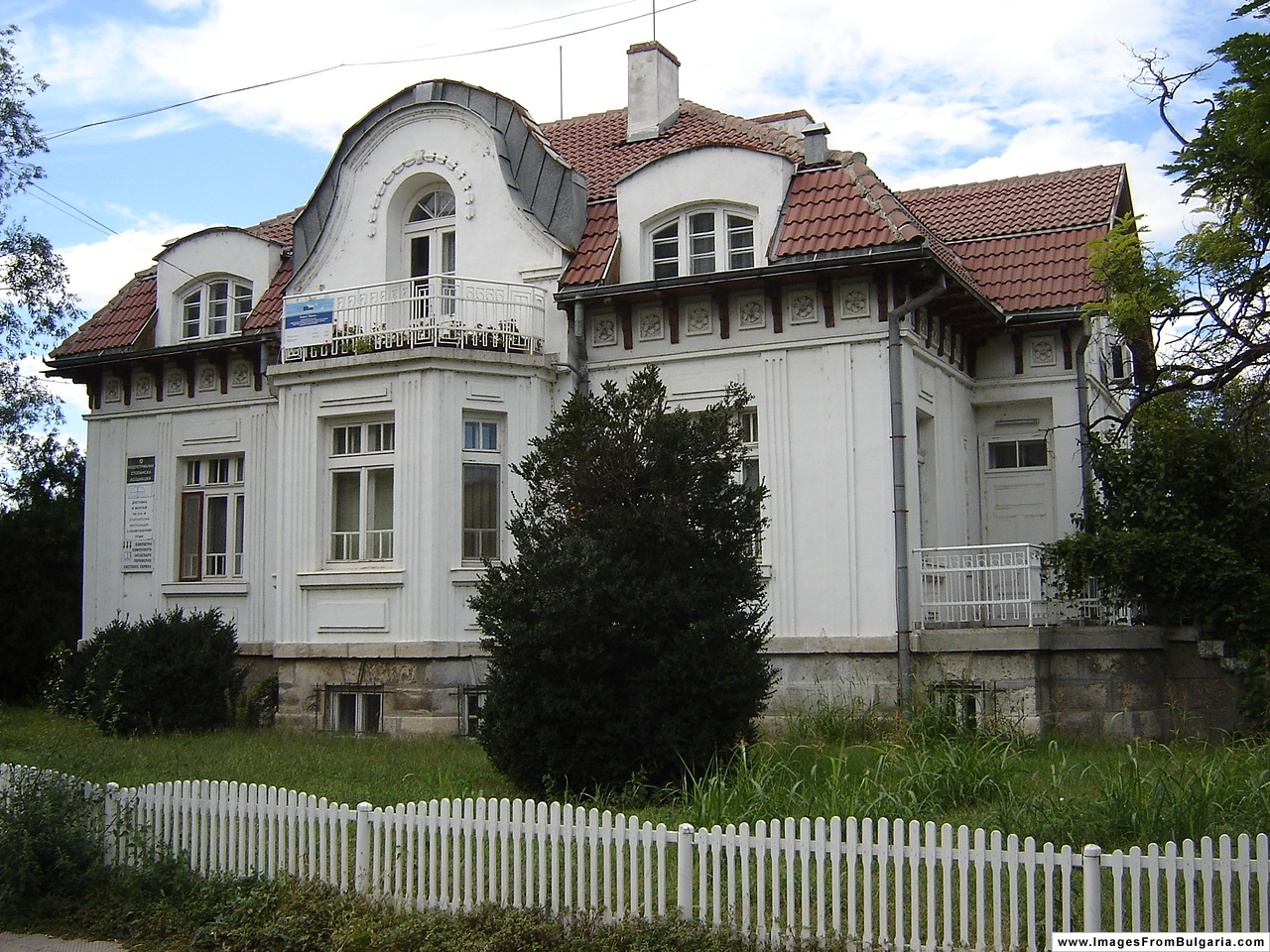
Будинок у Видині
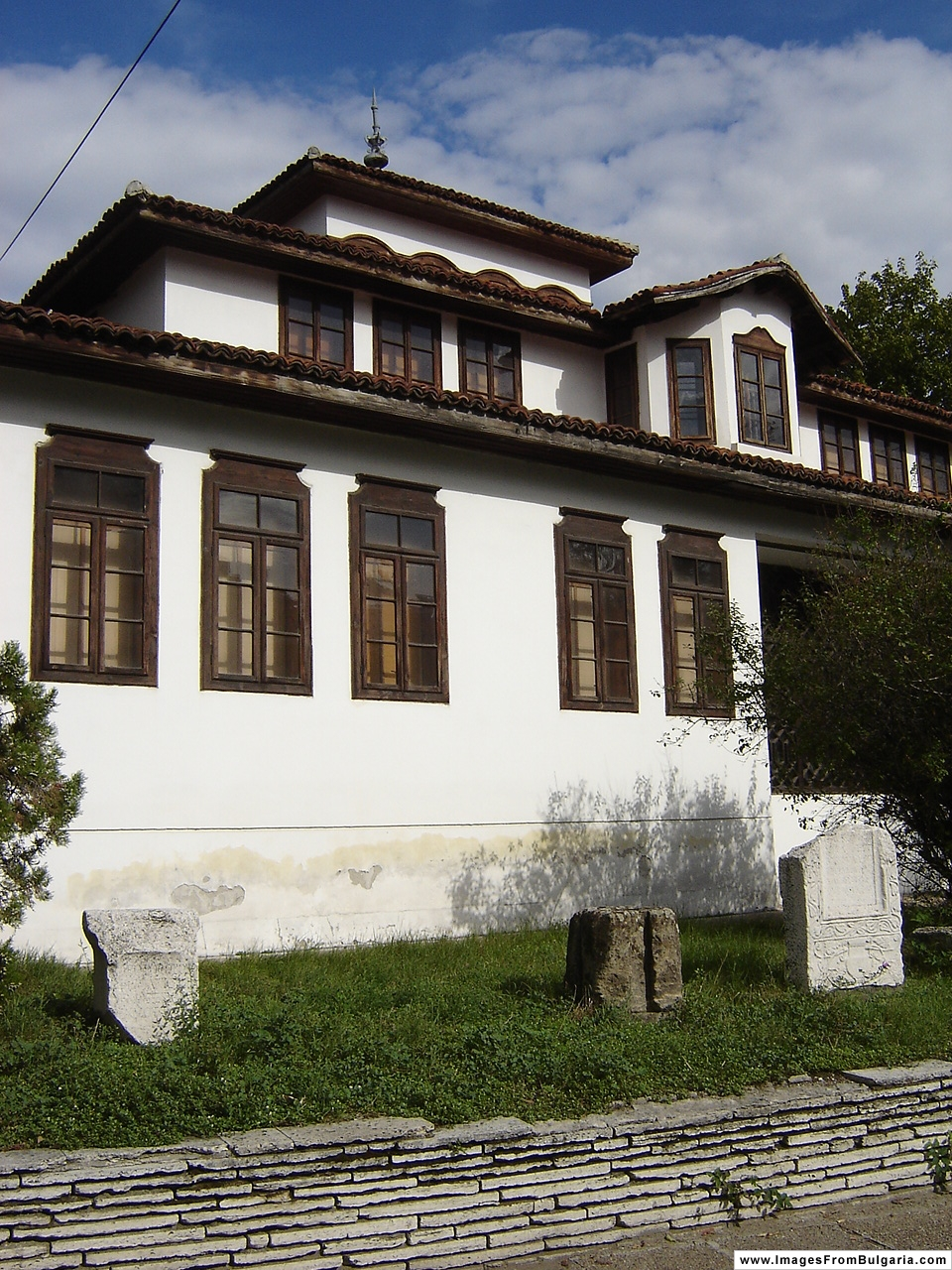
Музей-Конак
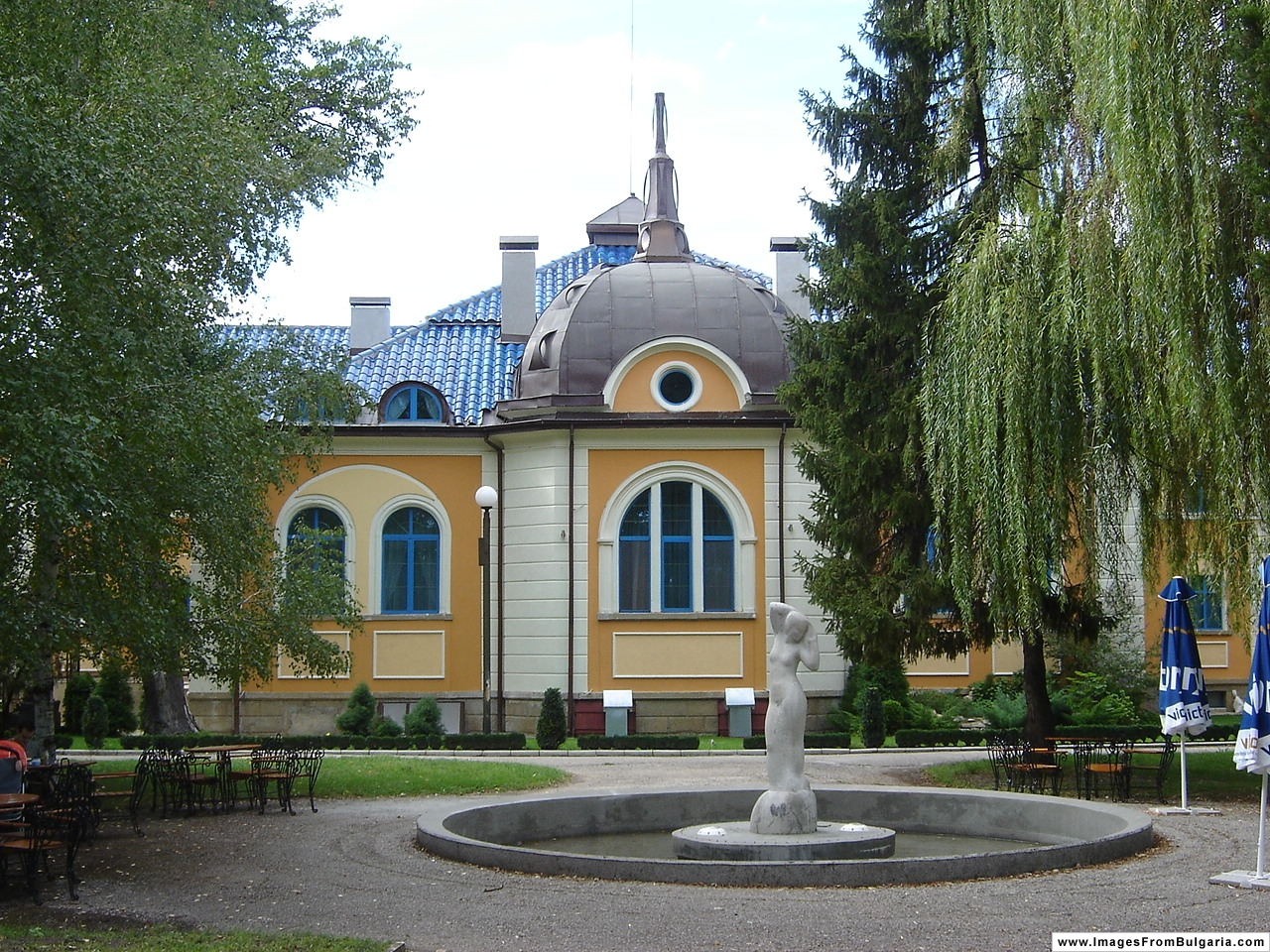
Стара будівля
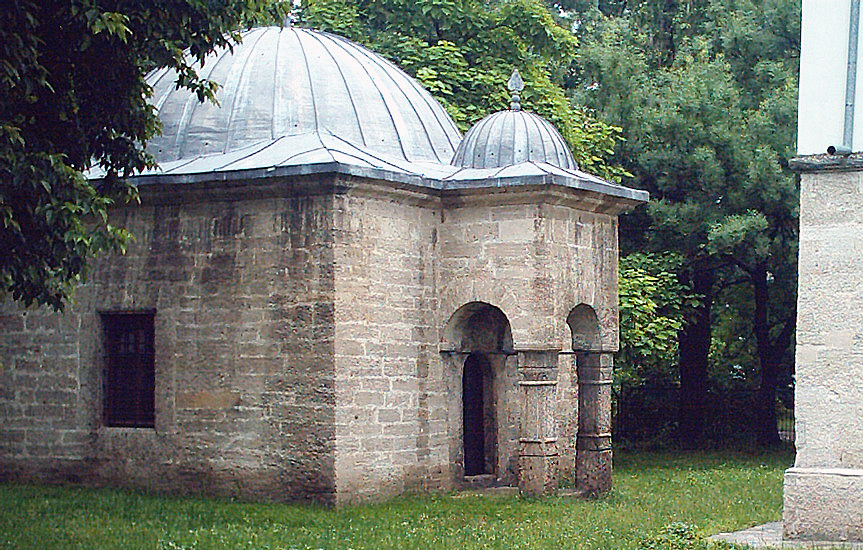
Бібліотека
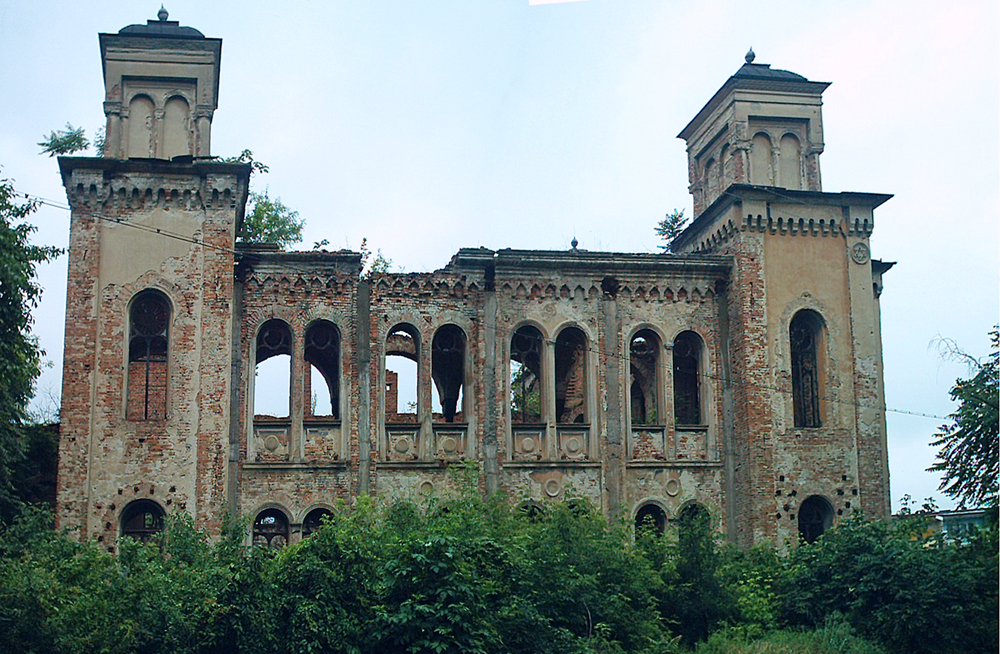
Синагога у Видині
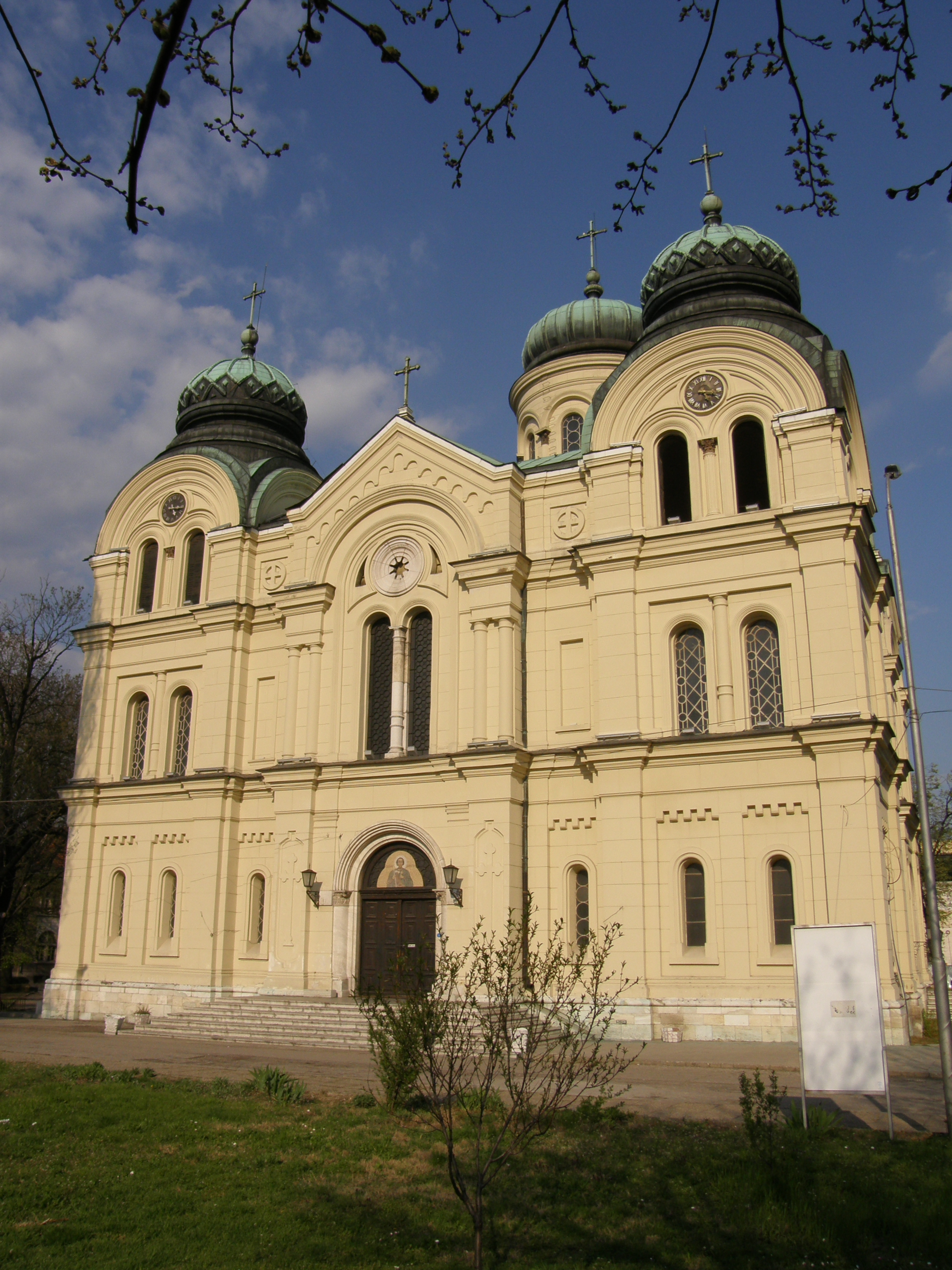
Православний собор Св.Димитрія
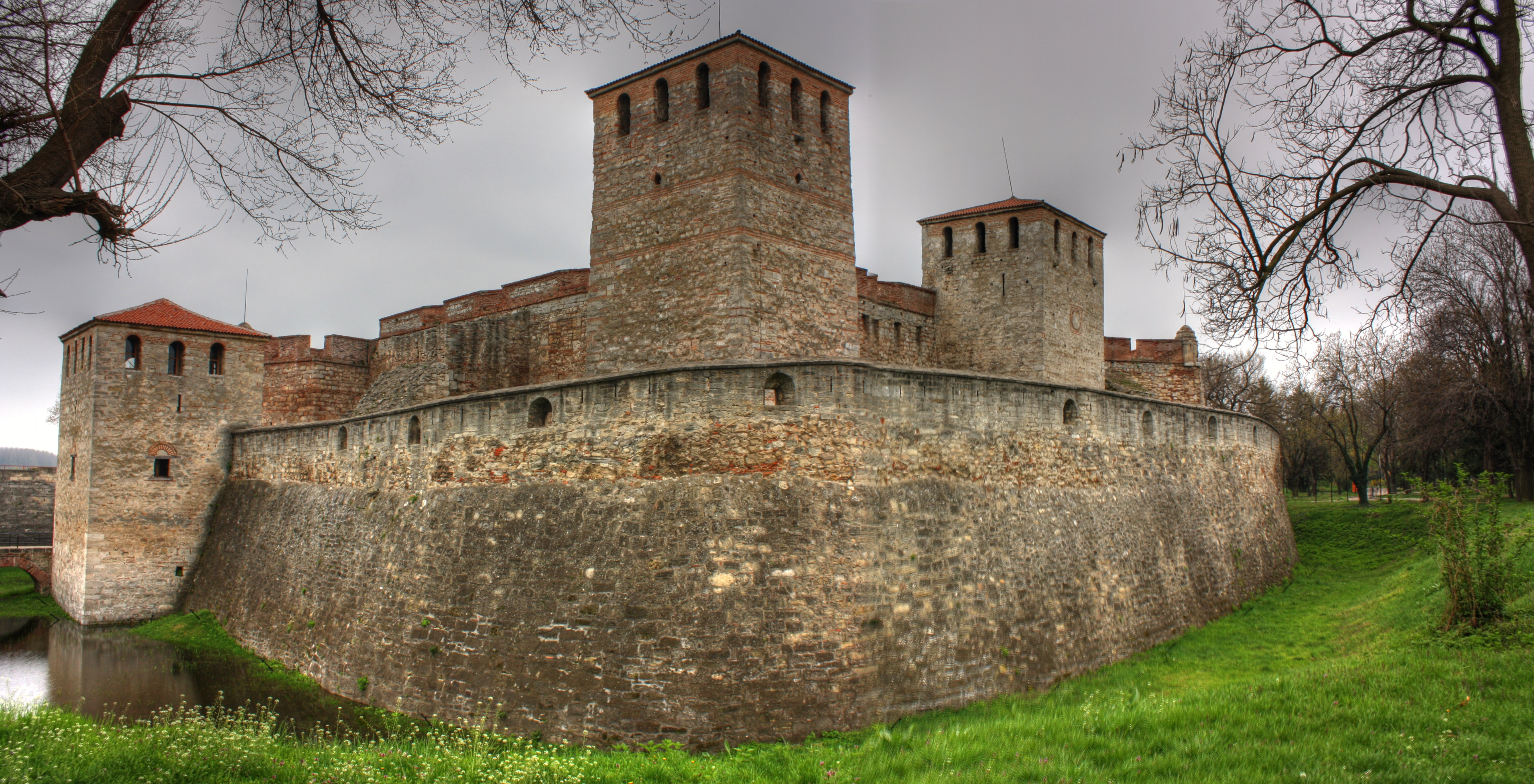
Замок Баба Віда

## Карти
- Положення на електронній карті bgmaps.com[недоступне посилання з травня 2019]
- Положення на електронній карті emaps.bg[недоступне посилання з березня 2019]
- Положення на електронній карті Google